# Deutsches Verpackungs-Museum

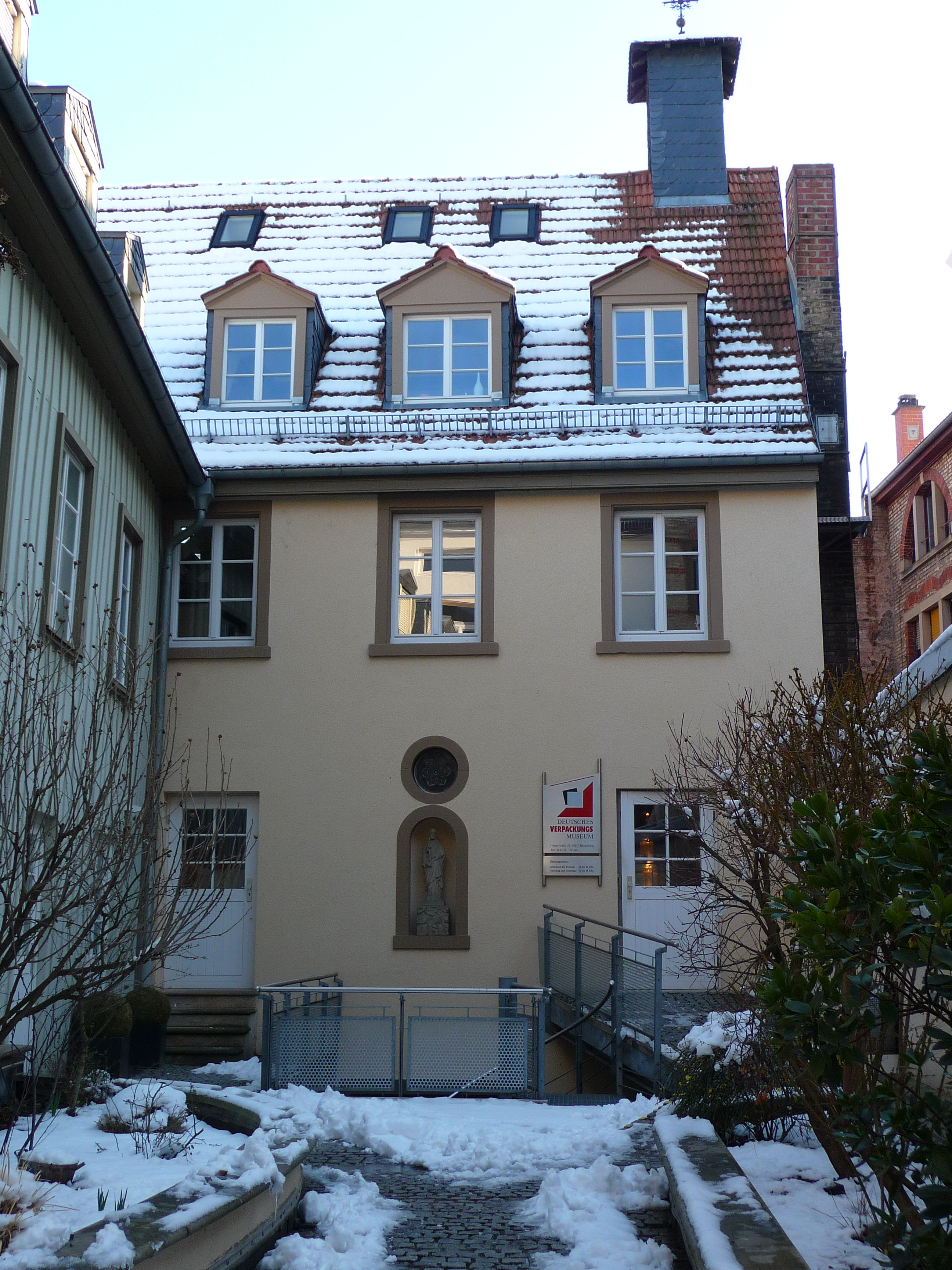
Deutsches Verpackungsmuseum

Das Deutsche Verpackungs-Museum ist ein kulturgeschichtliches Spezialmuseum in Heidelberg und besteht seit dem Jahr 1997. Indem es die Kulturleistung von Verpackung darstellt, ist es das erste und einzige Museum seiner Art. Es befindet sich in einer restaurierten „Nothkirche“ aus dem 19. Jahrhundert im Innenhof der Hauptstraße 22 in der Heidelberger Innenstadt.

## Ausstellung

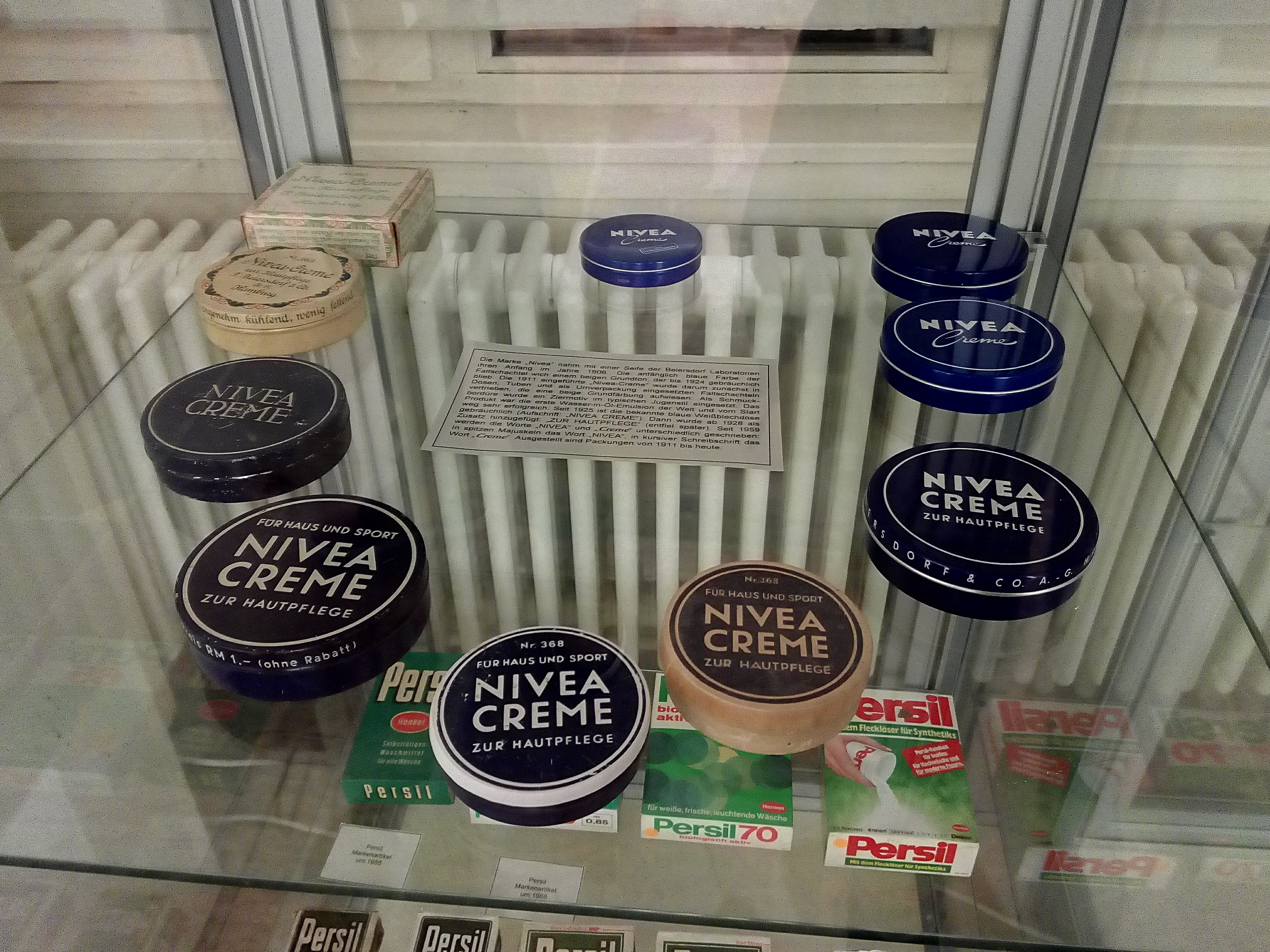
Generationen der Nivea-Dose und der Persil-Verpackung im Deutschen Verpackungs-Museum

In einer Dauerausstellung werden über 1.000 Verpackungen bekannter Marken aus unterschiedlichen Epochen und ihre historische Entwicklung gezeigt. Neben Generationen der Nivea-Dose, der Coca-Cola Flasche, der Persil-Dose uvm. stellt das Museum auch Kinderkaufläden aus dem 19. und 20. Jahrhundert und Steingut-Krüge für Mineralwasser aus dem 18. Jahrhundert aus. Eine viel beachtete Rarität ist auch die Zigarettendose, die exklusiv für den Bordverkauf der Titanic hergestellt wurde. Die wahrscheinlich von einem Überlebenden stammende Dose zeigt eine Zeichnung des Schiffs, wie es auf einen Eisberg zusteuert.
Dazu kommen temporäre Sonderausstellungen, die oft dem Jubiläum einer bestimmten Partnermarke gewidmet sind. So gab es beispielsweise von April bis August 2012 eine Ausstellung zu 100 Jahren Bärenmarke und von Mai bis Oktober 2015 wurden 250 Jahre Schwan-STABILO gewürdigt.

## Geschichte
In den 1990er Jahren fanden sich unter Dieter Berndt sechs Firmen zusammen, mit dem gemeinsamen Wunsch, die Schönheit und Unverzichtbarkeit von Verpackungen aufzuzeigen und der Idee für ein Museum. Im Jahr 1993 fand die formelle Gründung des „Förderverein Deutsches Verpackungs-Museum e. V.“ statt, welcher in das Vereinsregister des Leipziger Amtsgerichts eingetragen wurde. Zwei Jahre später stand auch der Standort fest – es sollte die alte Nothkirche in Heidelberg werden. Zu dieser Zeit schrieb der Kunsthistoriker und Volkskundler Hans-Georg Böcher ein Buch über die Bedeutung von Verpackung für die Kunst. Sein Verleger Peter Jochen Schott brachte die beiden Parteien zusammen, und im Jahr 1996 wurde Böcher erster Geschäftsführer des Vereins. Er änderte das ursprüngliche Konzept – weg von einem bloßen Informationszentrum, hin zu einer Kulturinstitution. Da Dieter Berndt nun das Museum auf einem guten Weg sah, zog er sich aus dem Vorstand zurück. Im darauffolgenden Jahr eröffnete das Verpackungs-Museum.
Im Jahr 2009 strich Hans-Georg Böchers Hausbank dem Museum den Überziehungskredit – die Vorstandsmitglieder und Böcher selbst sollten von nun an persönlich haften. Daraufhin suchte er einen neuen finanziellen Partner und fand ihn in der Sparkasse Heidelberg, welche ihm den gewünschten Kontokorrentkredit gewährte.
Inzwischen hat das Verpackungs-Museum keine Probleme mehr mit dem Finden von Förderern. Über 200 Unternehmen sind Mitglieder des Fördervereins und zahlen den jährlichen Mitgliedsbeitrag von 770 Euro, darunter Markenhersteller, wie die Beiersdorf AG, Robert Bosch GmbH, Coca-Cola GmbH, Ferrero Deutschland GmbH, HiPP GmbH, Mars GmbH, Nestlé Deutschland AG und Tesa SE.

## Veranstaltungen
Das Deutsche Verpackungs-Museum ist Initiator des Deutschen Verpackungsdialogs, zu welchem es jährlich einlädt. Das Event fand am 18. Oktober 2018 bereits zum 21. Mal statt und versteht sich als exklusive Plattform für hochkarätige Redner aus der Marken- und Verpackungswirtschaft und verwandten Branchen. Der wohl prominenteste Gast im Jahr 2018 war Philipp Lahm. Als Mehrheitseigentümer der Marke Schneekoppe sprach er über die Rolle von Verpackung bei dem Wiederaufleben seines Unternehmens. Im Laufe der Geschichte dieser Veranstaltung haben auch Persönlichkeiten wie Richard Oetker, Michael Bahlsen und Claus Hipp zur Gestaltung beigetragen.
Darüber hinaus wird im Rahmen des Deutschen Verpackungsdialogs die Auszeichnung „Verpackung des Jahres“ verliehen, zuletzt an Rothaus Tannenzäpfle Pils.